# Wybory parlamentarne w Czarnogórze w 2009 roku
Wybory parlamentarne w Czarnogórze odbyły się 29 marca 2009 roku.
Przyśpieszone wybory rozpisał prezydent Czarnogóry Filip Vujanović po podjętej kilka dni wcześniej uchwale parlamentu o skróceniu kadencji. Nowe wybory postulowała rządząca w kraju lewicowa koalicja.

## Sytuacja przed wyborami
Rządzący koalicyjny gabinet premiera Milo Djukanovicia tworzony przez Demokratyczną Partię Socjalistów i Partię Socjaldemokratyczną podjął decyzję o przyśpieszonych wyborach z uwagi na konieczność przyśpieszenia procesu integracji euroatlantyckiej kraju.
Przeciwko decyzji o samorozwiązaniu parlamentu głosowały kluby opozycyjne: Ruch na Rzecz Przemian, Lista Serbska, Socjalistyczna Partia Ludowa Czarnogóry, Partia Ludowa - Demokratyczna Partia Serbska oraz trzech posłów mniejszości bośniackiej. Opozycja argumentowała, że kwestia integracji europejskiej nie może być wystarczającym uzasadnieniem dla nowych wyborów, a rozwiązanie parlamentu stanowi ze strony rządzącej lewicy wybieg, służący odwróceniu uwagi społeczeństwa od coraz wyraźniejszych skutków światowego kryzysu ekonomicznego.
Kilka dni przed decyzją o skróceniu kadencji, posłowie rządzącej koalicji przegłosowali zmiany w ordynacji wyborczej, zakładające utrzymanie obecnego prawa wyborczego przez okres najbliższych dwóch lat. Opozycja, która domagała się niezwłocznego uchwalenia nowej ordynacji, określiła posunięcie rządu jako "przemoc w majestacie prawa".